# Pahokee
Pahokee é uma cidade localizada no estado americano da Flórida, no condado de Palm Beach. Foi incorporada em 1922.

## Geografia
De acordo com o United States Census Bureau, a cidade tem uma área de 14,3 km², onde todos os 14,3 km² estão cobertos por terra.

### Localidades na vizinhança
O diagrama seguinte representa as localidades num raio de 24 km ao redor de Pahokee.

## Demografia
Segundo o censo nacional de 2010, a sua população é de 5 649 habitantes e sua densidade populacional é de 393,7 hab/km². Possui 2 002 residências, que resulta em uma densidade de 139,5 residências/km².